# 黑龙江泥鳅
黑龙江泥鳅（或稱北方泥鳅）为輻鰭魚綱鯉形目鳅科泥鳅属的鱼类，為溫帶淡水魚，分布于亞洲蒙古、中國黑龙江水系及俄羅斯等淡水流域。该物种的模式产地在鄂嫩河及音果达河，属黑龙江支流。

## 扩展阅读
維基物種上的相關：黑龙江泥鳅